# Comunitat de comunes de la vall de Clisson
La Comunitat de comunes de la vall de Clisson (en bretó Kumuniezh-kumunioù Traoñienn Klison) és una estructura intercomunal francesa, situada al departament del Loira Atlàntic a la regió País del Loira però a la Bretanya històrica. Té una extensió de 253,55 kilòmetres quadrats i una població de 35.850 habitants (2010).

## Composició
Agrupa 12 comunes :
1. Clisson
2. Aigrefeuille-sur-Maine
3. Boussay
4. Gétigné
5. Gorges
6. Maisdon-sur-Sèvre
7. Monnières
8. La Planche
9. Remouillé
10. Saint-Hilaire-de-Clisson
11. Saint-Lumine-de-Clisson
12. Vieillevigne